# Can Reixac (Vilassar de Mar)
Can Reixac és un edifici del municipi de Vilassar de Mar (Maresme) que forma part de l'Inventari del Patrimoni Arquitectònic de Catalunya.

## Descripció
És un edifici civil format per una planta baixa i un pis, cobert amb teulada de dos vessants amb el carener paral·lel a la façana. En el conjunt destaca la part baixa de la façana, que inicialment allotjà un local comercial. Es tracta doncs de la porta d'accés i de l'aparador, totalment realitzats amb fusta: portes corredisses, sòcols, motllures, etc. És l'únic exemple d'aquest tipus que existeix a Vilassar.
Tot això fou sobreposat a la façana d'un antic edifici del qual queda a la part superior una finestra amb la llinda, els brancals i l'ampit realitzats amb carreus de pedra.